# Sanjia (socken i Kina, Shandong)
Sanjia (kinesiska: 三贾街道, 三贾) är en socken i Kina. Den ligger i provinsen Shandong, i den östra delen av landet, omkring 140 kilometer söder om provinshuvudstaden Jinan.
Genomsnittlig årsnederbörd är 904 millimeter. Den regnigaste månaden är juli, med i genomsnitt 228 mm nederbörd, och den torraste är januari, med 6 mm nederbörd.